# Hard Cookin'
Hard Cookin' è un doppio album raccolta di Art Taylor, pubblicato dalla Prestige Records nel 1964, i dischi contengono i brani tratti dai precedenti album: "Taylor's Wailers" e "Taylor's Tenors".

## Tracce
Lato A
1. Batland – 9:48 (Lee Sears) – Tratto dall'album: Taylor's Wailers (1957)
2. CTA – 4:44 (Jimmy Heath) – Tratto dall'album: Taylor's Wailers (1957)
3. Exhibit A – 6:13 (Lee Sears) – Tratto dall'album: Taylor's Wailers (1957)

Lato B
1. Cubano Chant – 6:32 (Ray Bryant) – Tratto dall'album: Taylor's Wailers (1957)
2. Off Minor – 5:35 (Thelonious Monk) – Tratto dall'album: Taylor's Wailers (1957)
3. Well, You Needn't – 7:54 (Thelonious Monk) – Tratto dall'album: Taylor's Wailers (1957)

Lato C
1. Rhythm a Ning – 6:47 (Thelonious Monk) – Tratto dall'album: Taylor's Tenors (1959)
2. Little Chico (Charlie Rouse) – Tratto dall'album: Taylor's Tenors (1959)
3. Cape Millie (Walter Davis) – Tratto dall'album: Taylor's Tenors (1959)

Lato D
1. Straight No Chaser – 5:41 (Thelonious Monk) – Tratto dall'album: Taylor's Tenors (1959)
2. Fidel – 6:48 (Jackie McLean) – Tratto dall'album: Taylor's Tenors (1959)
3. Dacor – 5:32 (Art Taylor) – Tratto dall'album: Taylor's Tenors (1959)

## Musicisti
- Art Taylor - batteria
- Charlie Rouse - sassofono tenore (brani: A1, A3, B1, B2, B3, C1, C2, C3, D1, D2 & D3)
- John Coltrane - sassofono tenore (brano: A2)
- Frank Foster - sassofono tenore (brani: C1, C2, C3, D1, D2 & D3)
- Jackie McLean - sassofono alto (brani: A1, A3, B1, B2 & B3)
- Donald Byrd - tromba (brani: A1, A3, B1, B2 & B)
- Ray Bryant - pianoforte (brani: A1, A3, B1, B2 & B)
- Red Garland - pianoforte (brano: A2)
- Walter Davis - pianoforte (brani: C1, C2, C3, D1, D2 & D3)
- Wendell Marshall - contrabbasso (brani: A1, A3, B1, B2 & B3)
- Paul Chambers - contrabbasso (brano: A2)
- Sam Jones - contrabbasso (brani: C1, C2, C3, D1, D2 & D3)